# 乳缚
乳缚，是将女人的乳房用绳子进行束缚，并形成图案。乳缚最通常使用绳子或织带。一个卡拉达（日语中一词的音譯，意爲「身體」）是指用绳子制成的衣服或在日式绑缚和其他BDSM活动中使用绳索在身上形成图案。

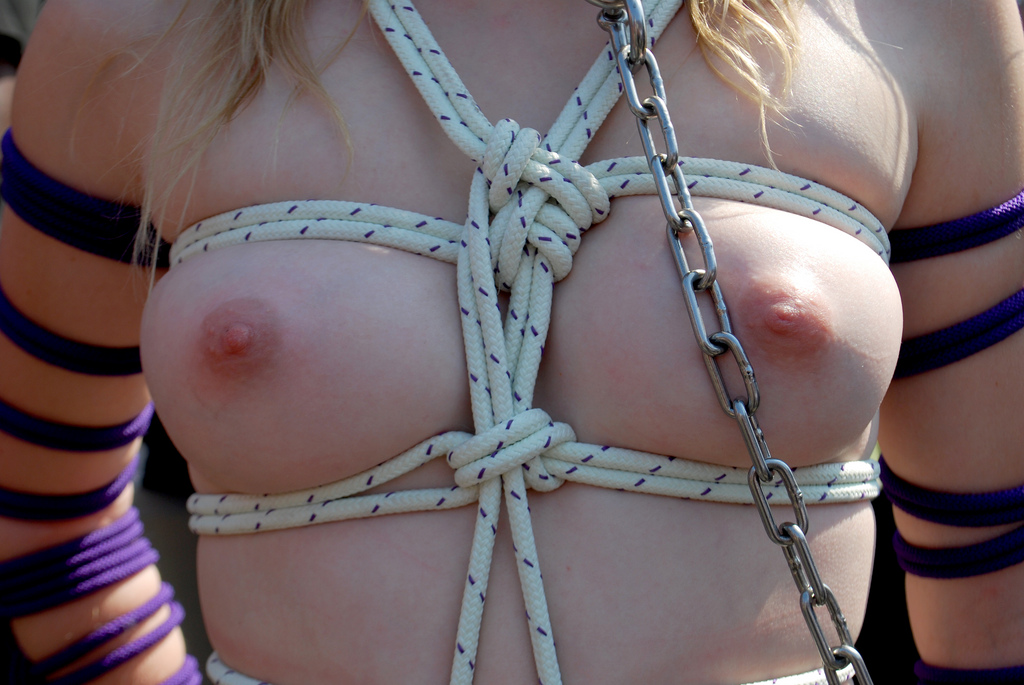
乳缚

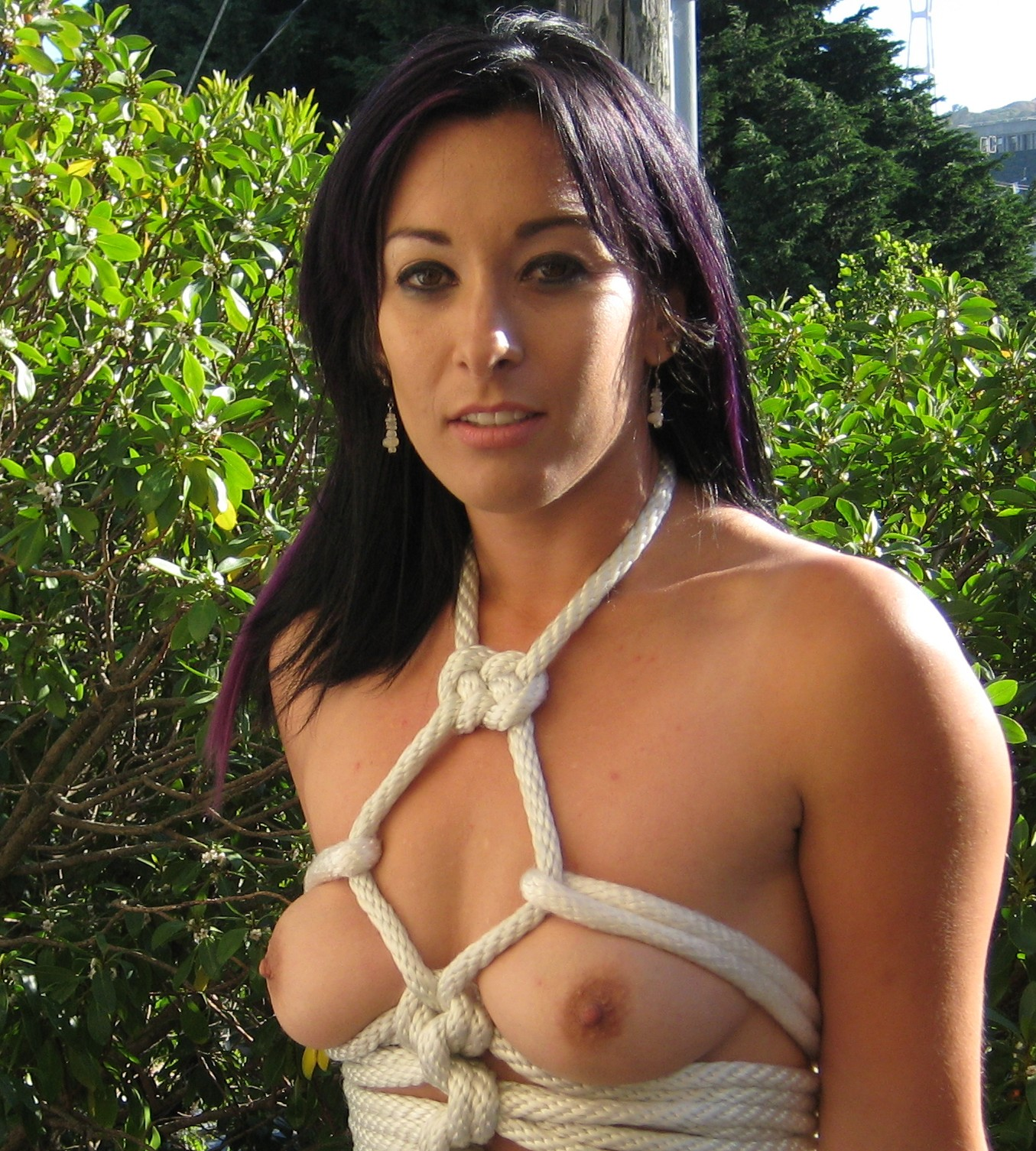
一名女性进行乳缚

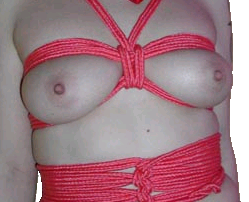
乳缚

乳缚具有装饰性，美观性和色情性。乳缚也可以与其它捆绑方式结合，如股绳缚和虐乳。

## 技巧
乳缚可以在衣服上或直接在皮肤上进行，皮肤进行乳缚后可以穿着衣物。用1/4英寸绳子，织带，或皮带可以做到乳缚。
乳缚主要在乳房周围用绳子进行捆绑，使乳房向外凸出。一般，同一条绳索作用于两个乳房，使得绳索在前面自动保持至，绳子可以在背后固定，外观看起来像胸罩。
另一种方法是把一条绳子在乳房上方，而另一条略低于乳房，然后将绳子把乳房从顶部挤压到底部。也可以使用一根绳子将其越过肩膀和乳房之间，将乳房挤压在绳子下方，最后在背部打结。

## 相关历史
Shinju（日语中意思为珍珠）是将女性乳房捆绑一种委婉的说法。Shinju是一个地道的日本术语，指“比基尼线束”。但是，Shinju并没有在历史或在现代的日式绑缚中出现。
结合手臂和胸部的捆绑被称为Ushiro Takatekote;这是将手臂放在背部后面（也就是Ushiro）并在a box arm position（也就是Takate kote）中。该捆绑方法最初出现在捕縄术或縄术中，在19世纪和20世纪初时才演变成情色活动中使用（与其它日式绑缚相似）。

## 结合

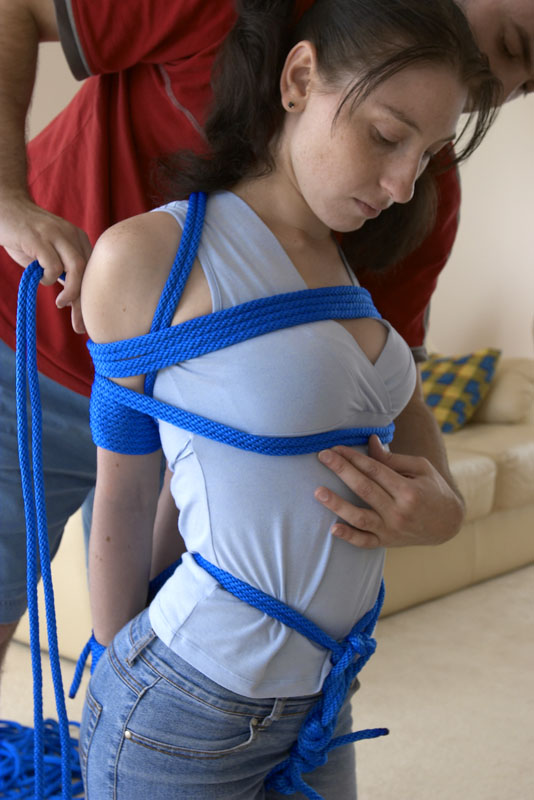
将乳房、手臂、手腕和胯下进行捆绑

乳缚可以其他捆绑技术进行结合，例如，可以在乳缚时将女人的手臂放在背后捆绑，当胸部和手臂捆绑时，女人的胸部将会更突出。绳在可以一起在乳房的侧面吸取的上方和下方的乳房的绳索，因为他们通过下肩膀和颈部的后面，从而导致绳子有效包围乳房。
乳缚可以与其他的BDSM工具（如乳夹）结合。可以将乳缚与悬吊结合，利用捆绑女子乳房的绳子将女子吊在空中。